# مفترق المياه

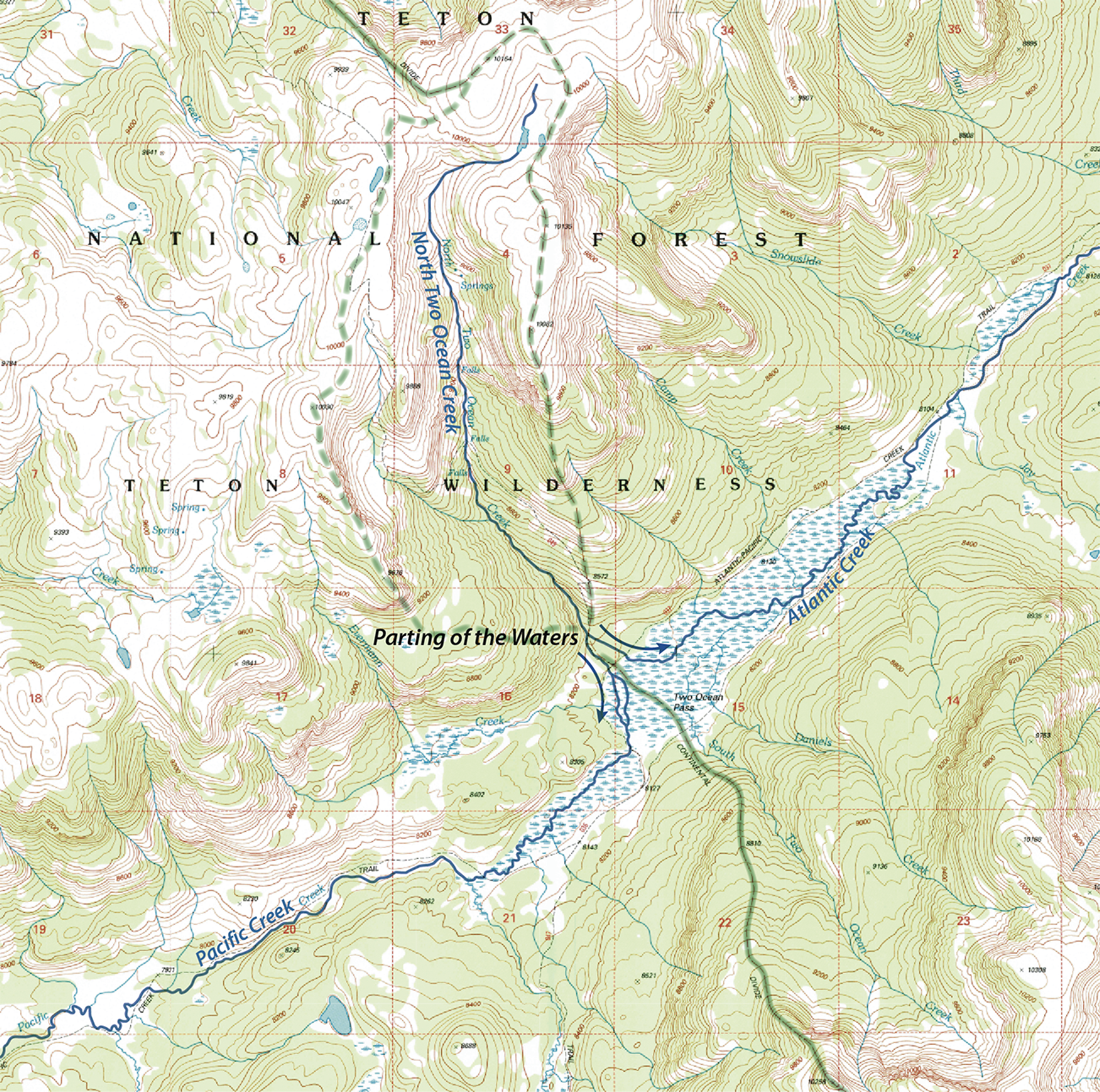
خريطة طبوغرافية تبين ممر المحيطين وخط تقسيم قاري للأميركتين (أخضر)

مفترق المياه هو موقع مائي فريد في ممر المحيطين ‏ على خط تقسيم قاري للأميركتين، في برية تيتون بولاية وايومنغ. يفترق عند ممر المحيطين منابع نُهير الهادئ، الذي يجري غربا ويصب في المحيط الهادئ مياه المحيط، ونهير الأطلسي، الذي يجري شرقا ويصب في المحيط الأطلسي. الموقع المحدد هو  إحداثيات: 44°02.571′N 110°10.524′W / 44.042850°N 110.175400°W
, 